# 1916年中国
| 中国历史 / 中国历史年表                                                                                                   |
| 世紀： 19世纪中国 / 20世纪中国 / 21世纪中国                                                                               |
| 年代： 1880年代中国 / 1890年代中国 / 1900年代中国 / 1910年代中国 / 1920年代中国 / 1930年代中国 / 1940年代中国             |
| 年份： 1912年中国 / 1913年中国 / 1914年中国 / 1915年中国 / 1916年中国 / 1917年中国 / 1918年中国 / 1919年中国 / 1920年中国 |
| 纪年： 丙辰年（龙年）、中华民国5年                                                                                        |

## 大事記

### 1月
- 護國軍第二軍總司令部在昆明成立，以李烈鈞為總司令，何國鈞為總參謀長[1]:725。
- 中華革命黨黨務部長居正奉孫中山命抵青島，策劃山東討袁軍事[1]:725。
- 1月1日——袁世凱建元，以是年為洪憲元年，大典籌備處是日通告，即日起「所有奏咨暨一切公牘，只署洪憲元年某月某日」；中華民國護國軍政府在昆明正式成立，雲南取消將軍行署、巡按使署，改為都督府，舉唐繼堯為中華民國軍政府都督；昆明民眾舉行擁護共和紀念大會；唐繼堯、蔡鍔、李烈鈞聯名發表討袁檄文，歷數袁世凱「叛國稱帝」等20大罪狀，宣布要約5條：一、「凡屬中華民國之國民，其恪遵成憲，翊衛共和，誓除國賊」，二、「改選中央政府，由軍府召集正式國會，更選元首，以代中華民國」，三、「罷除一切陰謀政治所發生，不經國會違反民意之法律，與國人更始」，四、「發揮民權政治之精神，實行代議制度，尊重各級地方議會之權能，期策進民力，求上下一心，全力外交之效」，五、「採取聯邦制度，省長民選，組織活潑有為之地方政府，以觀摩新治，維護國基」；袁世凱將原總統府改稱新華宮，府內收發處改為「奏事處」，府內總指揮處改為「大內總指揮處」[1]:717。
- 1月3日——袁世凱以凡書「洪憲元年」之對外文件均被退回，遂令對外仍暫用民國名義，對內則書「洪憲」，暫時不加「帝國」字樣[1]:718。
- 1月4日——袁世凱決定派農商總長周自齊為赴日贈勳特使，以大總統所佩之同等大勳章一座頒贈日皇，是日由外交部電令駐日公使陸宗輿通知日本政府；岑春煊抵上海，與梁啟超密晤[1]:718。
- 1月5日——護國軍第一軍總司令蔡鍔通電討伐袁世凱，並告誓全民四事：一、與全國國民戮力擁護共和國體，使帝制永不發生，二、劃定中央地方權限，圖各省民力之自由發展，三、建立名實相副之立憲政體，以適應世界大勢，四、以誠意鞏固邦交，增進國際團體上之資格；袁世凱頒令討伐唐繼堯、任可澄、蔡鍔，「着近滇各省將軍巡按使一體嚴籌防剿，毋稍疏忽」，並派虎威將軍曹錕督師待命；駐日公使陸宗輿訪日本外相石井菊次郎，徵詢日本政府對袁世凱行帝制之意向[1]:719。
- 1月6日——廣東中華革命黨人朱執信及陳炯明等，相繼在惠州等地舉事討袁，朱部號稱中華革命軍，陳部為護國軍，是日兩軍分別攻占九龍新城鹽田稅關和淡水（屬寶安縣），旋因兵力不敵，均被駐軍擊退；雲南都督府委朱德充步兵第十團團長，所部旋改編為護國軍第一軍第三梯團第六支隊，朱任支隊長[1]:719。
- 1月7日——護國軍第一軍總司令蔡鍔函勸北方各師旅團營長，效魯仲連之力拒強秦，取消帝號，法華盛頓之爭取天賦人權，建樹共和，共同討伐袁世凱；袁世凱申令龍濟光、張勳、馮國璋等簡拔精銳，聽候調用[1]:719。
- 1月8日——外交部電駐日公使陸宗輿，告以赴日贈勳特使周自齊准1月24日抵東京，希知照日本外務省；袁世凱任命王金鏡為陸軍第二師師長，特任王占元為襄武將軍，督理湖北軍務[1]:720。
- 1月9日——唐繼堯之代表李宗黃抵達上海，次日訪陳其美商討袁事宜，並托轉寄唐致孫中山函：「如蒙訓示，當由李君就近趨候，稟承一切」；孫中山以日本政府派青木中將來華抵滬調查各派反袁勢力，為爭取日本援助，是日覆電上海中華革命黨人：「日府派青木中將來滬調查，而後定方針，宜秘密間接圖利之」；袁世凱任命吳敬修為肅政史[1]:720。
- 1月12日——河南巡按使田文烈等奏請將前明薊遼督師袁崇煥從祀關岳廟[1]:721。
- 1月14日——袁世凱任命李炳之為陸軍第十三混成旅旅長[1]:721。
- 1月15日——日本外相石井菊次郎急電日置益公使，令拒絕慶賀日皇加冕特使周自齊赴日，1月16日日置益照會外交部，請周暫緩赴日[1]:721。
- 1月16日——蔡鍔率雲南護國軍第一軍主力部隊，由昆明出發向四川納溪、瀘州進發；駐日公使陸宗輿電外交部，稱日本政府「此次拒絕周使，即是蔑視元首之發端。其機關報口氣圖畫，已不以友誼相待」[1]:722。
- 1月17日——駐日公使陸宗輿電外交部，極力主張延緩帝制，使「亂事無從蔓延」[1]:722。
- 1月18日——孫中山致書康德黎夫人，籲請英國官員停止與袁世凱合作迫害黨人：「香港、上海及新加坡之英國官員，居然與袁世凱合作而熱衷於迫害我愛國同胞……此種行徑，必貽英國政府以不良之後果。」[1]:722
- 1月19日——新華宮發現圖謀剌袁事件，宮內查得炸彈50餘枚，京師警察廳督察長袁英被捕，內史沈祖憲、內尉瞿克明等人亦有牽連；曹錕奉袁命，離岳州西上入川督戰；日本內閣會議通過警告袁政府不得忽視南方動亂而實行帝制之決議[1]:722-723。
- 1月中旬——廣東陸軍第一師師長龍覲光奉令攻雲南，率部進入廣西[1]:723。
- 1月21日——蔡鍔所部入川護國軍劉雲峰部攻占敍州；日公使日置益以護國戰爭爆發，要袁世凱延期實行帝制，同日日外相石井通知陸宗輿：「若北京政府無視各國勸告及國內動亂情況，實行帝制，日本政府決不承認。……若至國交中止，殊為二國前途憂慮」；外交部通告各國駐華公使，袁世凱暫緩登極，並電駐日公使陸宗輿：「現因戡平滇亂，政務殷繁，元首不肯正位。二月初旬登極之期現已作罷。此間已密告駐使，希密與外部接洽。」[1]:723
- 1月22日——《民國日報》在上海創刊，該報係中華革命黨為反對袁世凱復辟帝制而創辦，邵仲輝任經理，葉楚傖任主筆；護國軍第一軍朱德支隊離昆明北上，兼程奔赴瀘州前線[1]:723。
- 1月23日——日本海軍中將青木宣純奉令來中國「調查」政局，是日抵上海，次日與梁啟超晤面；京張鐵路、張綏鐵路歸並辦理，改名京綏鐵路[1]:723。
- 1月25日——袁世凱以蔡鍔所部進川，川南重鎮敍州失守，急令「附近各將軍及統兵大員分途進剿」[1]:724。
- 1月26日——第十六混成旅旅長馮玉祥率部由瀘州進犯敍州[1]:724。
- 1月27日——貴州宣布獨立，原護軍使劉顯世稱都督，以戴戡任護國軍第一軍右翼總司令，另以王文華為東路軍總司令，出兵湖南，以拒入湘北軍；歐事研究會成員程潛等10餘人，由香港抵昆明，與唐繼堯等共商討袁事宜，4月30日程赴湖南靖縣組織討袁軍事力量[1]:724。
- 1月28日——梁啟超致函日人犬養毅，綜述反袁情形，並派周善培往見，「期於患難相扶」[1]:724。

### 2月
- 虞畊霞等在上海創立三友實業社股份有限公司，機器制造棉線、燭芯，資本銀3萬元[1]:731。
- 2月1日——川軍第二師師長劉存厚在納溪宣布獨立，改稱護國軍四川總司令，率兵反攻瀘州[1]:725。
- 2月3日——貴州護國軍分兵三路攻入湖南西部，是日東路軍總司令王文華部占領晃縣；《春聲》雜誌在上海創刊，姚錫鈞編輯，文明書店發行[1]:726。
- 2月4日——護國第一軍總司令蔡鍔率第二梯團由永寧進駐納溪[1]:726。
- 2月6日——曹錕部吳佩孚旅王承斌團到達瀘州[1]:726。
- 2月7日——中華民國政治顧問莫理循會見袁世凱，勸其放棄帝制，3月21日莫理循呈遞《關於放棄帝制的備忘錄》[1]:726。
- 2月8日——袁世凱下令查辦劉顯世，免其貴州護軍使職，以唐爾錕為貴州護軍使，暫署督理貴州軍務，2月14日復令革奪劉顯世官爵勳章，並派各路軍隊「進剿」，嚴拿懲辦[1]:726-727。
- 2月12日——孫中山在東京與梁啟超所派代表周善培及岑春煊商反袁事宜，旋又與周善培及岑之代表多次商談；陸軍第二十七師師長張作霖到北京商出兵湖南[1]:727。奉天省錦縣辟為商埠[1]:728。
- 2月13日——袁世凱任命蔣雁行為駐寧專員，是日蔣奉派由北京抵寧，名為協辦防務，實則銜命就近監視馮國璋[1]:728。
- 2月14日——中華革命黨總理孫中山特派馮自由前往南洋、澳洲等地，籌募討袁軍餉[1]:728。
- 2月16日——謝兆鸞集合民軍1,000餘人在四川合州成立中華民國革命軍四川第一支隊，自任司令官，黎握中為參謀，活動於合州、酆都、萬縣、雲陽一帶[1]:728。
- 2月17日——唐繼堯之代表李宗黃持唐致馮國璋函是日與馮密商共同討袁，馮以環境扞格未作表示，後復作第二次晤談，馮始允嚴守中立；朱德率部自昆明抵納溪，代替董鴻勳任第二梯團第三支隊支隊長職務，旋率部開赴棉花坡參加戰鬥[1]:728。
- 2月18日——根據日本臨時閣議決定，日本駐俄公使本野一郎向俄國外交部提議將中東鐵路哈爾濱至長春段轉讓與日本，日本允向俄國供應武器，與俄國訂立同盟[1]:729。
- 2月19日——袁世凱設臨時軍務處於統率辦事處內，負責調配防務，對付滇黔護國軍[1]:729。
- 2月20日——護國第二軍總司令李烈鈞率部自昆明出發，向滇桂邊挺進，抵禦袁軍廣東陸軍第一師師長龍覲光部進襲；外交部奏准在英屬北婆羅洲（今馬來西亞沙巴區）設置總領事，2月25日派謝天保署理總領事[1]:729。
- 2月22日——陸榮廷之代表唐紹慧及唐繼堯之代表李宗黃在上海晤梁啟超，邀梁赴廣西；中華革命黨總理孫中山委陳其美為江浙皖贛四省總司令，並負責聯絡湘鄂兩省[1]:729-730。
- 2月23日——袁世凱宣布延期實行帝制，申令「從緩辦理」，並不許呈遞「籲請早正大位」文電[1]:730。
- 2月26日——袁軍第六師師長兼第一路司令馬繼增以連遭敗北，於湘省辰溪服毒自殺，全軍殘潰，3月19日袁世凱派周文炳繼任第六師師長[1]:730。
- 2月27日——廣西將軍陸榮廷電請袁世凱速撥餉械，以備攻雲南[1]:730。
- 2月29日——參政院代行立法院宣告閉會[1]:731。

### 3月
- 第十六混成旅旅長馮玉祥與護國軍第一軍左翼第一梯團長劉雲峰部達成局部停戰協定，共同討袁，為暫時防止誤會衝突，商定劉不過安邊場，馮軍不過柏樹溪，雙方不越金沙江沿江之兩岸[1]:740。
- 中華革命黨總理孫中山致書東北軍總司令居正，囑着意經營山東[1]:740。
- 陝西、湖北、安徽、江西、山西、河南、雲南、貴州、廣東、廣西、浙江、江蘇、直隸、奉天、湖南、山東、福建、甘肅、四川19省公民井勿幕等41人聯名主張以武力迫令袁退位，擁護黎元洪副總統代行民國大總統職權[1]:740。
- 3月1日——日本海軍中將青木宣純往訪梁啟超，商討袁事，約以提供交通便利，助梁離開上海赴廣西；孫毓蕃與日人佐佐江嘉吉在內蒙東部開辦錢家店農場，佔耕地4.8萬餘畝[1]:731-732。
- 3月3日——馮玉祥第十六混成旅攻陷敍州，3月7日佔領納溪，蔡鍔率部移駐大洲驛[1]:732。
- 3月4日——梁啟超應陸榮廷密約，偕同唐紹慧等乘日輪離開上海前往廣西，4月4日抵達南寧[1]:732。
- 3月5日——袁世凱批准以國民會議複選當選人為立法院複選當選人之施行辦法[1]:733。
- 3月7日——袁世凱特派陸榮廷為貴州宣撫使，進兵貴州，以陳炳煜兼護督理廣西軍務，3月11日陸率部由南寧至柳州，停師不前，策劃反袁，並聯絡滇軍，潛師圍攻百色龍覲光軍；日本內閣開會研討中國局勢和確定對華方針，決定乘袁世凱失勢之際，「確立在華優勢」，使袁「引退」，於適當時機承認護國軍為「交戰團體」，並以民間形式出面，支持中國國內反袁活動，3月21日外相石井特派森田寬藏前往中國，向駐華日使及有關領事轉達上述決定[1]:733。
- 3月9日——孫中山在東京同久原礦業株式會社社長久原房之助簽訂借款合同，借款額70萬日元，用作反袁經費[1]:733。
- 3月10日——江蘇將軍馮國璋宣布「政躬漸就平復，自即日起銷假視事」；袁世凱公布《洪憲元年六厘內國公債條例》，發行總額2,000萬元；袁世凱特派熊希齡為湘西宣慰使，旋熊希齡復電拒絕受命[1]:734。
- 3月11日——袁世凱特派曾鑒為川南宣慰使[1]:734。
- 3月12日——陸榮廷、李烈鈞所部及護國軍趙鍾奇部進攻百色，次日將龍覲光軍包圍，勒令繳械投降[1]:734。
- 3月13日——孫中山通告直隸、山東、山西各省中華革命黨人，特派居正為中華革命軍東北軍總司令，「統籌直隸、山東、山西革命軍進行事宜」，嗣後居正即赴山東青島活動；孫中山電告居正各地討袁軍事形勢，並望山東方面月內起事，奪居濟南[1]:734-735。
- 3月15日——廣西宣布獨立，陸榮廷為都督，梁啟超為總參謀，並組軍隊進攻湖南，同日陸榮廷通電宣布「誓除專制之餘腥，重整共和之約法」，聯合雲貴聲罪致討，「誅彼獨夫，載宣國威」[1]:735。
- 3月16日——護國第二軍第二梯團方聲濤所率朱德、毛本良兩營及張懷信警衛大隊1個中隊與黃恩錫部血戰3晝夜，是日占領石洞、龍潭，龍覲光懸五色旗，遣使請暫停戰[1]:735。
- 3月17日——袁世凱召梁士詒入府商撤銷帝制，袁以案上各省速請取消帝制，日本政府決派兵進駐中國要地及袁軍戰況失利之文電交梁閱看，且謂「事已至此，吾意決矣，今分數段進行，撤銷帝制後，中央政事由徐菊人（世昌）、段芝泉（祺瑞）任之，安定中原軍事，由馮華甫（國璋）任之」，並囑梁電陳宧與蔡鍔議和；蔡鍔所部總反攻，是日朱德第三支隊收復納溪等地，北軍張敬堯所部受挫，退守瀘州；龍覲光被迫繳械投降，並通電各省，宣布「辭雲南查辦使責任，贊助共和，以謝天下」[1]:735。
- 3月18日——教育部通知各省酌辦露天學校[1]:736。
- 3月19日——中華革命黨總理孫中山電請陳其美兼任江蘇司令官[1]:736。
- 3月20日——岑春煊、章士釗、張耀曾在東京與日商竹內維彥簽訂借款日金100萬元合同，作為護國軍行政費用；袁世凱特任龍覲光督理雲南軍務兼署雲南巡按使；袁世凱特派凌福彭、蔡乃煌、李翰芬幫辦廣東防務；南洋兄弟煙草公司上海分公司開幕[1]:736。
- 3月21日——袁世凱特任徐世昌為國務卿，准陸徵祥辭去國務卿，專任外交總長；袁世凱特任李厚基為建武將軍，仍督理福建軍務；江蘇將軍馮國璋、江西將軍李純、長江巡閱使張勳、山東將軍靳雲鵬、浙江將軍朱瑞聯名密電袁世凱，要求取消帝制，以平滇黔之氣；康有為致書勸袁世凱早讓權位是為上策[1]:736。
- 3月22日——袁世凱被迫下令撤銷「承認帝位案」，仍稱大總統，令曰：「着將上年十二月十一日承認帝位之案即行撤銷，由政事堂將各省區推戴書一律發還參政院代行立法院轉發銷毁。所有籌備事宜，立即停止」，並謂：「本大總統有統治全國之責，亦不能坐視淪胥而不顧也。……嗣後文武百官，務必痛除積習，黾勉圖功，凡應興應革諸大端，各盡職守，實力進行」；袁世凱下令召集參政院代行立法院臨時令，並宣告於3月23日起開會[1]:736-737。
- 3月23日——袁世凱下令取消「洪憲」年號，仍以本年為中華民國五年，自「洪憲」建元始至是日，袁世凱稱帝凡83天；袁世凱以黎元洪、徐世昌、段祺瑞之名義致電蔡鍔、唐繼堯、劉顯世、陸榮廷等，要求停戰，派代表至北京商議善後：「帝制取消，公等目的已達，務望先收干戈，共圖善後」；袁世凱令准馮國璋辭去參謀總長，仍督理江蘇軍務，特任段祺瑞為參謀總長[1]:737。
- 3月24日——雲南都督唐繼堯致電廣西都督陸榮廷等，主張迫袁退位，謂依舊約法及大總統選舉法，袁氏犯罪當然喪失總統資格，應由副總統黎元洪繼任，而不容其姑以取消帝制為敷衍目前之計，仍靦顏就總統職；袁以康有為、伍廷芳、唐紹儀等為調人，出面致電蔡鍔，謂：「帝制取消，諸公目的已達，請從此罷兵息民，共維大局。」[1]:737。
- 3月25日——袁電令四川將軍陳宧與護國軍第一軍司令蔡鍔商議停戰[1]:737-738。參政院代行立法院開臨時會議，國務卿徐世昌代表袁出席並致詞，謂時事急迫，盼各參政為國宣勞，會議達成三項議案：一、咨請政府撤銷國民大會公決之君主立憲案，二、取消參政院為國民代表大會總代表名義案，三、咨請政府恢復因帝制失其效力之民國法令案[1]:738。
- 3月26日——孫中山致電上海革命黨人，促早日發難；李烈鈞電袁，指斥其取消帝制托人調停，乃「欲以市井無賴之口，矢約於義軍之前，以再售其使貪使詐之術」；唐紹儀電勸袁退位，指出雲南「此次義舉，斷非武力所可解決」，退位為「唯一良策」[1]:738。
- 3月27日——袁下令恢復因帝制失其效力之民國法令；陳宧致電蔡鍔，要求即日停戰，妥籌善後，同時密遣雷飈至大洲驛晤蔡，面告「將一致倒袁，行聯邦制，而舉馮、段、徐為總統」，並稱已得湘鄂贛三省贊同；陸榮廷命朱超群率部向廣東廉州靈山縣進發，迫該縣於次日宣布獨立；粵軍駐潮州團長莫擎宇率部占領潮州城，宣布獨立，3月30日汕頭警衛軍響應獨立，潮汕各界推莫擎宇為潮汕護國軍總司令[1]:738。
- 3月28日——梁啟超電復陸榮廷，謂「今日之事，除袁退位外，更無調停之餘地」；廣東欽廉鎮守使隆世儲宣布欽州、廉州獨立；袁申令追贈前第六師師長馬繼增為陸軍上將；上海興華銀行開幕，資本100萬元，總理張瀛亭[1]:739。
- 3月29日——袁令總統府焚毁帝制公文800餘件；蔡元培、吳玉章、李石曾、汪精衛、吳稚暉、張靜江與法國人歐樂、穆岱等人，在巴黎召開「華法教育會發起會」，並推選幹事，擬定會章，舉蔡元培、歐樂為會長，汪精衛、穆岱為副會長，規定以「發展中法兩國之交通，尤重以法國科學與精神之教育，圖中國道德知識經濟之發展」為宗旨，6月22日該會召開成立會[1]:739。
- 3月30日——袁以政事堂、統率辦事處名義，致電蔡鍔、唐繼堯等，要求「罷兵」停戰，稱「在諸君目的已達，帝制永無復活之期」，「若以愛國始，而以禍國終，諸君明達，當不其然」[1]:739。
- 3月31日——蔡鍔電覆陳宧同意所率滇、黔護國軍自即日起至4月6日停戰一周；護國軍四川總司令劉存厚部占領四川南溪[1]:739。日本陸軍參謀本部次長田中義一密令關東軍支持宗社黨在東北加緊策劃「滿蒙獨立」，由黑龍會骨幹川島浪速等人參與活動，擬於6月間在莊河、復州、遼陽、本溪湖等地舉行暴亂，旋因袁斃命作罷[1]:739-740。

### 4月
- 4月1日——袁世凱下令國民會議與立法院之組織及其議員選舉，「應恪遵各該本法所定程序」，分別辦理；袁咨覆參政院，在立法院尚未成立以前，仍以參政院代行立法院職務；黎元洪、徐世昌、段祺瑞致電唐繼堯等，謂袁「業經宣布取消帝制，諸君志願已達，尚望共濟時艱，和平解決」[1]:740。
- 4月2日——政事堂奉袁明令，公告參政院代行立法院撤銷國民總代表名義及君主立憲國體案；護國第一軍總司令蔡鍔電覆黎元洪、徐世昌、段祺瑞，力主袁「潔身引退」，稱：「國是飄搖，人心罔定，禍源不靖，亂終靡已。默察全國形勢，人民心理尚未能為項城曲諒」，4月4日唐繼堯亦覆電黎元洪等指出：袁倘「真誠悔禍」，即應「毅然引退」；蔡鍔致電雲南都督唐繼堯等，稱：「馮玉祥兩次派人來言，渠已決心效順，其主張在倒袁以推馮，並擔任聯絡北軍。……其部曲亦多識大義，現已囑令速舉。」[1]:741。

### 5月
- 5月1日——兩廣護國軍都司令部在廣東肇慶成立，以岑春煊為都司令，梁啟超為都參謀，李根源為副都參謀，章士釗為秘書長[1]:749。

### 6月
- 6月1日——岑春煊率兩廣軍事將領致電獨立各省，提出解決時局四原則[1]:757。

### 7月
- 7月1日——梁啟超致電唐繼堯、岑春煊等稱：「我輩要求已達，軍院宜立即宣言撤廢」[1]:766。

### 8月
- 8月1日——國會復會舉行第二次常會（國會於1914年1月10日被袁世凱解散至是日復會）[1]:774。

### 9月
- 9月1日——眾議院通過北京政府咨送全體國務員任命案[1]:781。

### 10月
- 10月1日——陳獨秀於《新青年》第二卷第二號發表《駁康有為致總統總理書》：定孔教為國教，不但違反思想自由之原則，而且違反宗教信仰自由之原則[1]:788。

### 11月
- 11月1日——孫中山通告中華革命黨各支分部悼念黃興逝世：「自創同盟會以來，與之同事奔走，艱難迄於今日……遽此凋謝，為國為友，悼傷百端！」[1]:793

### 12月
- 12月1日——陳獨秀在《新青年》第二卷第四號發表《孔子之道與現代生活》一文，主張拋棄封建時代之舊道德舊禮教[1]:799。